# اجري اجري (مسلسل)
اجري اجري هو مسلسل مصري كوميدي عرض في يناير 2002م من إخراج أحمد بدر الدين وبطولة عبد المنعم مدبولي تأليف فيصل ندا تدور أحداثه حول أسرة «كامل زعزوع» من أعيان دمنهور وهو رجل الأعمال الأسطورة الذي جمع في حياتة ثروة طائلة من الأراضي الزراعية ولكن بمرور الوقت يخرج أغلب أبناءه عن طوعه ويحدث خلاف بينهم ومن ثم يطردهم وعندما يشعر باقتراب أجله يحاول تجميع أبناءه ليسامحوه ويساعدوه على إعادة حقوق الناس الذي ظلمهم، ويطمع أبناءه في ثروته، كل ابن منهم لديه قصته ومغامراته.

## أسرة العمل
- عبد المنعم مدبولي (كامل زعزوع)
- وحيد سيف (سامي)
- أمل فايد (زوجة سامي)
- أحمد بدير (منير)
- سعاد نصر (نجوى)
- ممدوح وافي (صفوت)
- سامح يسري (شريف)
- نهلة سلامة (سونيا)
- دنيا عبد العزيز (رشا)
- جيهان قمري (ريهام)
- المنتصر بالله (ممثل) (زقزوقي)
- مها أحمد (بهية)
- فريدة سيف النصر (صبحة)

## قنوات العرض
- نايل كوميدي